# Philodina tenuicalcar
Philodina tenuicalcar är en hjuldjursart som beskrevs av De Koning 1947. Philodina tenuicalcar ingår i släktet Philodina och familjen Philodinidae. Inga underarter finns listade i Catalogue of Life.